# 濫發電子訊息

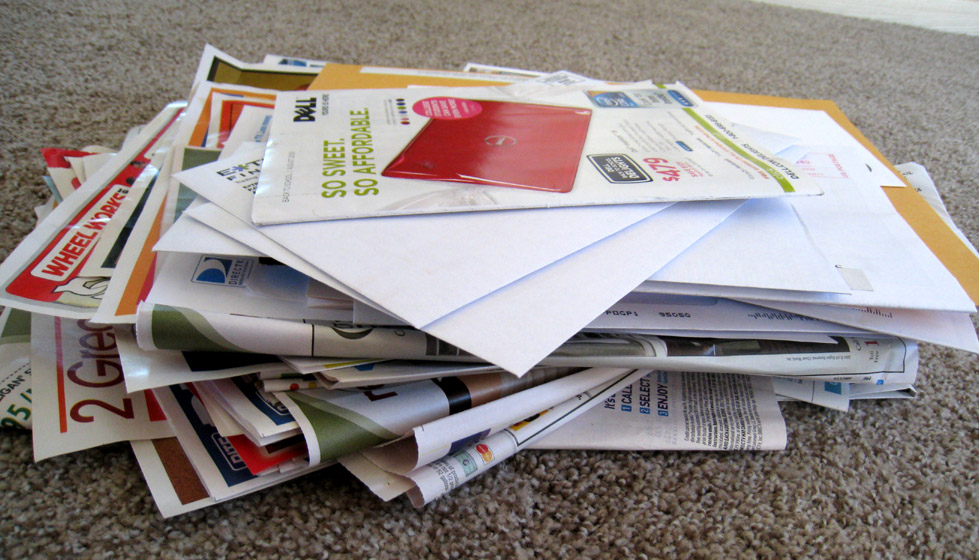
紙本垃圾郵件

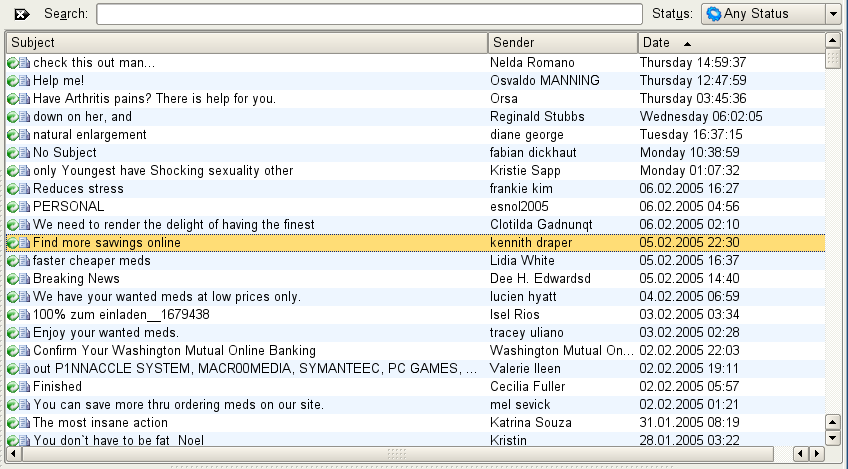
一個電郵用家收到大量垃圾郵件

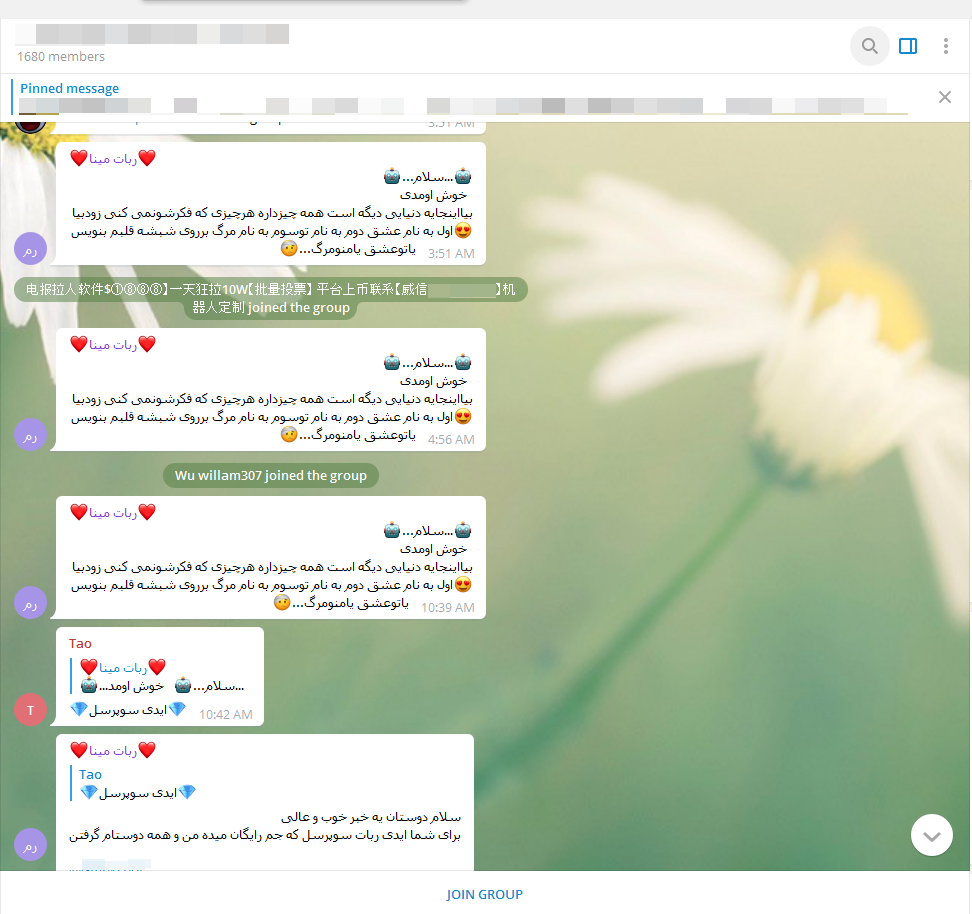
在即时通讯软件Telegram中常见的波斯文垃圾广告在群组刷屏（中文界所谓“清真广告”）。另有常见中文垃圾广告“电报拉人”。

濫發電子訊息（英語：electronic spamming）的行為，常用作廣告，以及在同一地址不斷重複發送相同的訊息。最常見的情況是垃圾電郵，而新聞組、論壇、網誌、Wiki、搜尋引擎、網上分類廣告、電視、社交软件、傳真、手提電話及即時通訊軟件等同樣常見濫發電子訊息的發生。英文Spam的來源是一種午餐肉的牌子，由於午餐肉在西方是日用的快餐垃圾食物，因而得名。